# Piazza Mentana
Piazza Mentana è una delle piazze lungo l'Arno nel centro storico di Firenze. Vi si accede da lungarno generale Armando Diaz, via dei Saponai, via della Mosca, via dei Vagellai e via Vincenzo Malenchini.

## Storia
La sua apertura fu inaugurata il 19 novembre 1901, anche se qui già esisteva uno slargo, di forma meno regolare, chiamato Piazza delle Travi (o dei Foderi), perché ospitava il deposito delle travi di legno che venivano fatte viaggiare via fiume dalle zone boscose del Casentino e di Vallombrosa, in parte destinate ai cantieri navali di Pisa, in parte alle esigenze dei cantieri fiorentini; esisteva proprio un laboratorio dei lgnaioli in angolo con via della Mosca. Esisteva un porticciolo fluviale che venne smantellato nel 1236 quando si iniziò a costruire il Ponte di Rubaconte (futuro Ponte alle Grazie) che avrebbe tagliato via la corrente dal piccolo porto. Alcuni studiosi sostengono che il porto esisteva dai tempi dei romani, altri collocano invece il primordiale scalo nei pressi di piazza dei Giudici, per la protezione del quale venne forse eretto il castello d'Altafronte.

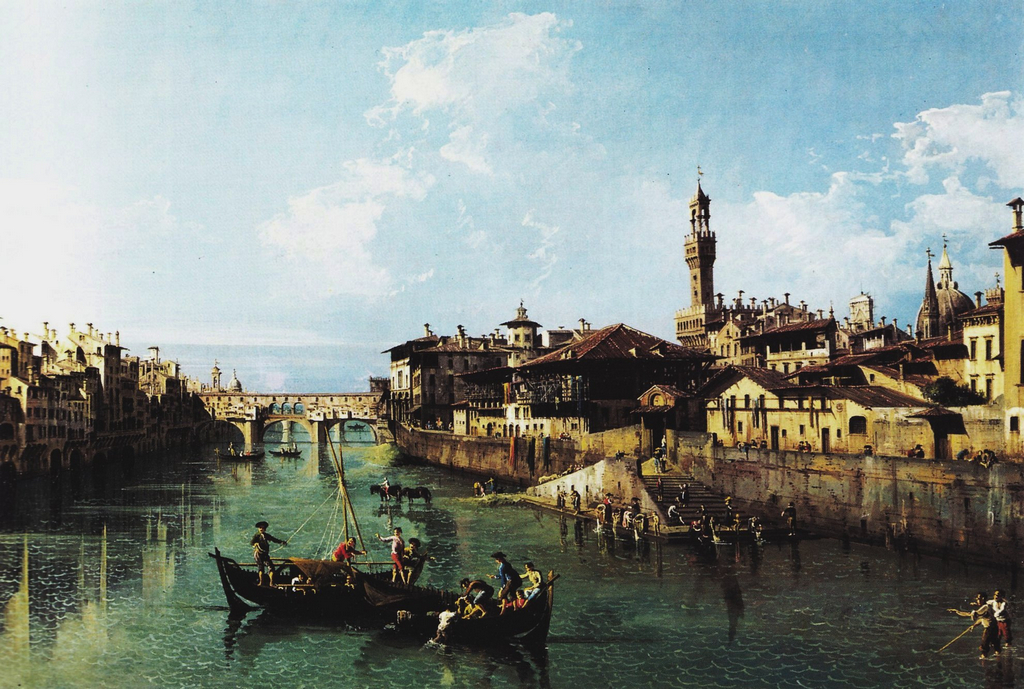
Piazza d'Arno in un dipinto di Bernardo Bellotto

Come fosse organizzato lo scalo lo documenta, tra le moltissime testimonianze, un noto dipinto di Bernardo Bellotto (1742, collezione privata), che ci mostra la piazza chiusa verso l'Arno da un muro nel quale si apriva una porta (nota come La Porticciola) fornita di tettoia. Da qui due ampie rampe di scale giungevano fino al fiume (nel dipinto in questione animate da numerose lavandaie): una esiste ancora e porta alla riva del fiume, dove talvolta attraccano ancora i "navicelli", le tradizionali imbarcazioni fluviali spinte a remo, e le canoe sportive della Società dei Canottieri.
Verso la fine del Settecento la piazza venne chiamata anche piazza d'Arno. Qui si affacciava uno dei maggiori tiratoi dell'Arte della Lana: popolarissimo scorcio pittoresco immortalato da numerosi vedutisti, consisteva in una specie di pontile lungo il fiume, con una tettoia verso l'Arno. In questa zona, detta anche Porticciola, le lavandaie venivano di frequente a sciacquare il bucato. Il tiratoio arrivava fino a piazza dei Giudici e venne distrutto per fare posto alla neoclassica  sede della Borsa, poi della Camera di Commercio. L'intervento comportò parallelamente significativi lavori di riordino edilizio e viario tutto intorno all'area, condotti su progetto dell'ingegnere Felice Francolini (affiancato tra gli altri dallo stesso Michelangelo Maiorfi e da Loreto Mazzi) e che sostanzialmente portarono alla situazione attuale.
L'attuale titolazione, deliberata dalla giunta comunale nel novembre del 1901, è legata alla collocazione al centro dello spazio del monumento di Oreste Calzolari in ricordo dei caduti del combattimento sostenuto dai garibaldini il 3 novembre 1867 a Mentana, contro le truppe pontificie e francesi, nel tentativo di aprirsi una strada verso Roma (sul basamento i due bassorilievi in bronzo raffigurano L'uscita da Monterotondo e Lo scontro di Mentana). Recita l'iscrizione:
| AI FORTI CHE CADENDO A MENTANA SACRARONO ROMA ALLA LIBERA ITALIA |

## Descrizione
L'attuale configurazione, con pavimentazione a lastrico, della piazza può dirsi ottocentesca. Durante il ventennio fascista su questa piazza si affacciava una delle prime case del fascio di Firenze. Oggi, molto meno popolata di visitatori rispetto ai secoli scorsi, è luogo di un parcheggio.

### Edifici
| Immagine | N°   | Nome                         | Descrizione |
| -------- | ---- | ---------------------------- | --- |
|          | s.n. | Palazzo della Borsa          | L'edificio, in stile neoclassico, venne costruito tra il 1858 e il 1860 dagli architetti Michelangelo Maiorfi ed Emilio De Fabris, al posto del trecentesco tiratoio dell'Arte della Lana. La facciata sul lungarno è decorata nella parte centrale da un colonnato dorico con timpano, che, nella sua semplicità, si adattava alle nuove funzioni legate alla gestione commerciale e corporativa della città. Oggi è la sede della locale Camera di Commercio. |
|          | s.n. | Tiratoio delle Grazie        | La lavorazione del panni di lana, un tempo una delle più redditizie di Firenze, necessitava, tra i vari passaggi lavorativi, di una stesura al fresco in terrazze coperte e aerate, dove essi, opportunamente stesi e "tirati", asciugassero dopo le operazioni di coloritura e lavaggio. Per tali operazioni l'Arte della lana possedeva alcune grandi strutture apposite denominate appunto "tiratoi". A Firenze se ne sono contati cinque principali: quello delle Grazie, al cui posto oggi sorge la Camera di Commercio, quello della Pergola, quello degli Angeli in via Alfani, e quello dell'Uccello in piazza di Cestello, che fu sostituito poi con l'unico edificio ancora esistente, il tiratoio di San Frediano in piazza del Tiratoio. |
|          | s.n. | Casa                         | Si tratta di un edificio architettonicamente modesto, a cinque piani, che forma uno sprone tra via della Mosca e piazza Mentana. Lo si segnala in ragione della seguente nota presente nel repertorio di Bargellini e Guarnieri: "Sull'angolo smussato della piazza Mentana è rimasta una moderna cornice di pietra, dentro la quale era stato assicurato un bellissimo e delicatissimo tabernacolo ligneo quattrocentesco con la Madonna e il Bambino che stringe nella mano un cardellino. Venne asportato dopo l'alluvione, che fortunatamente non lo sommerse. Sembra però che sia stato sommerso dalla dimenticanza". Si veda via della Mosca. |
|          | 4    | Casa dell'arte dei Legnaioli | L'edificio reca uno scudo che lo indica come antica proprietà dell'Arte dei Legnaioli, ed è probabilmente da legare al punto di arrivo dei tronchi di legname via Arno, nel porticciolo un tempo ai piedi di questa piazza.. |
|          | 4a   | Casamento                    | Si tratta di un edificio realizzato nei primi anni settanta del Novecento, nel quale si volle essere moderni ricorrendo a volute asimmetrie nella collocazione e nelle forme delle bucature, così come nel ricorso a elementi decorativi stilizzati che oggi appaiono ben poco capaci di armonizzarsi con lo spazio circostante. Attualmente parte degli ambienti al terreno sono occupati da laboratori (anche didattici) del vicino museo Galileo. |
|          | 5    | Palazzina                    | Si tratta di una palazzina di carattere ottocentesco che si estende in profondità lungo via Vincenzo Malenchini, dove il prospetto è articolato per ben otto assi. Sulla piazza il fronte è contenuto a soli tre assi, con il portone sormontato da un balcone con ringhiera in ferro. Recentemente restaurata e ben curata (oltre che gratificata da un vicolo interno che le consente di ricevere luce anche dal lato del lungarno nonostante la vicina mole della pensione Balestri) bene esprime la dimensione ottocentesca e borghese. Ai lati del balcone e al limitare del fianco su via Vincenzo Malenchini sono scudi con un'arme non identificata, segnata da una mazza e da un mazzapicchio decussate, molto simile a quello dell'Arte dei Tintori (ma specchiato), forse da riferire al retaggio lavorativo di questa zona. |
|          | 7    | Albergo Balestri             | L'area fu segnata fin dal Trecento da case di proprietà della famiglia Alberti, e sicuramente è di antica data (come testimoniano le piante della città) anche l'avanzare verso il centro della piazza dell'edificio, che non si mantiene in linea con gli altri, arretrati, che sono su questo stesso lato. Presumibilmente le vecchie fabbriche furono unificate in uno stesso immobile nel corso dell'Ottocento durante gli importanti lavori che interessarono il palazzo ora Alberti Malenchini, per essere nuovamente oggetto di lavori nel corso del Novecento. Dalla seconda metà dell'Ottocento (probabilmente dal 1888) l'edificio fu adibito a pensione e quindi ad albergo. Tra gli ospiti di quella che fu la pensione Balestri si ricorda il nucleo significativo di intellettuali polacchi che qui si ritrovarono nel 1907, a partire dallo scrittore e filosofo Stanislaw Brzozowski, per giungere a Anatolij Lunacarskij e allo scrittore Maksim Gor'kij. Nel 1919 questa fu la prima sistemazione fiorentina dello scrittore inglese D.H. Lawrence. |

### Il monumento

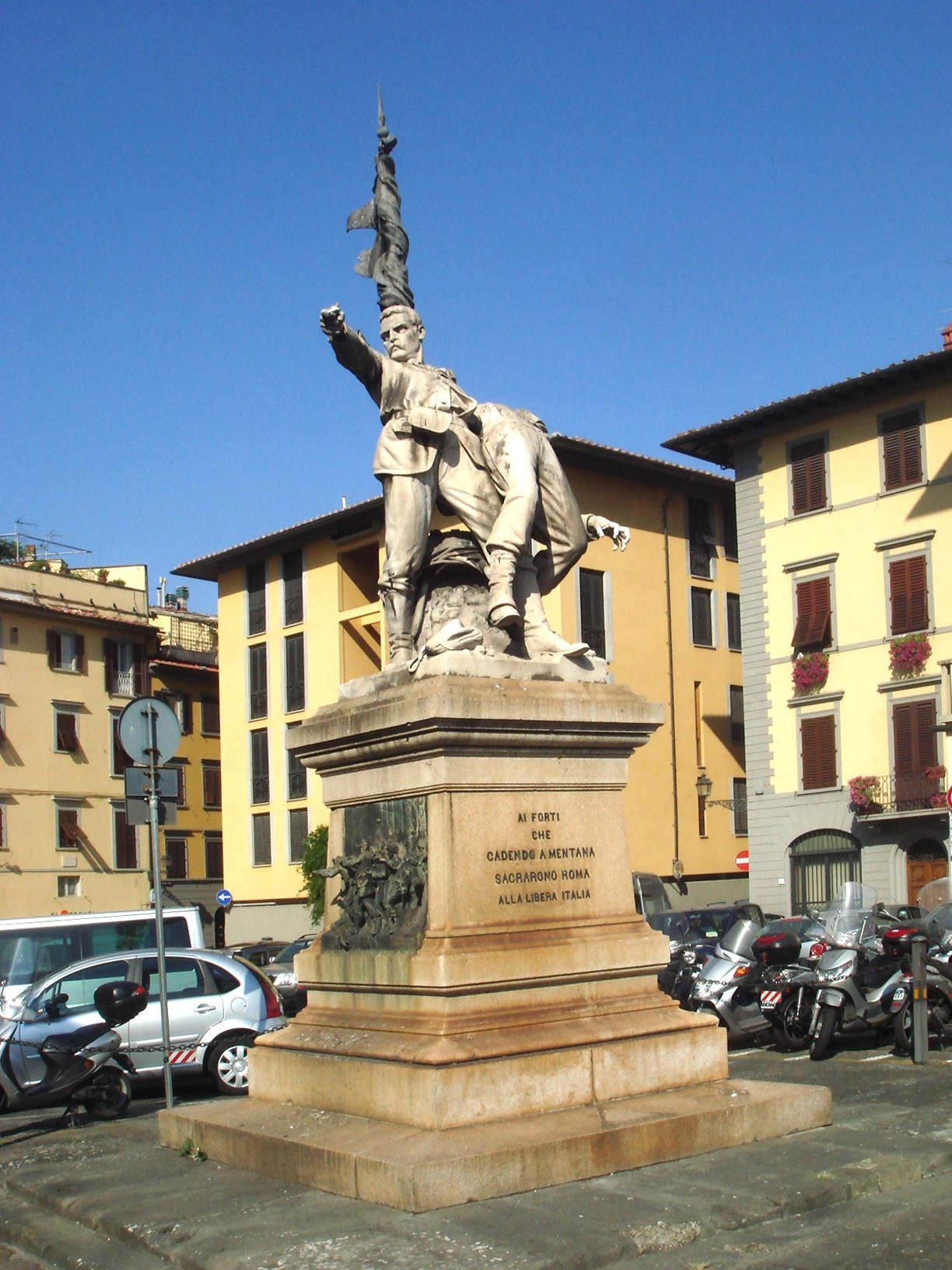
Monumento di piazza Mentana

Il monumento ai Caduti di Mentana e Monterotondo fu commissionato dalla Società dei Reduci Garibaldini in ricordo dei caduti del combattimento sostenuto dagli stessi garibaldini il 3 novembre 1867 a Mentana e a Monterotondo (di qualche giorno precedente), contro le truppe pontificie e francesi, nel tentativo di aprirsi una strada verso Roma. I bozzetti concorrenti furono esposti al Circolo degli Artisti di Firenze nel 1898 e, tra questi, fu giudicato vincitore quello proposto dallo scultore Oreste Calzolari. L'opera fu ufficialmente inaugurata il 27 aprile 1902, ma già nel novembre dell'anno precedente, essendo oramai imminente il completamento, la stessa piazza aveva assunto per delibera della giunta comunale la nuova denominazione di piazza Mentana.
Il gruppo scultoreo presenta le figure di due garibaldini: il primo, in piedi, tende il corpo e lo sguardo verso il nemico, contro il quale allunga un braccio armato di rivoltella, mentre con l'altro sostiene il compagno morente, riverso all'indietro e abbandonato, seppure ancora in grado di stringere l'asta della bandiera (realizzata in bronzo). "Nella scelta compositiva si possono scorgere richiami a celebri sculture classiche, come il Menelao sorregge il corpo di Patroclo nella Loggia de' Lanzi, ma anche riferimenti alla simbologia risorgimentale della morte per la bandiera. Il monumento fu criticato per la somiglianza nella composizione e nei gesti, con il monumento bronzeo ai fratelli Cairoli che Ercole De Rosa aveva inaugurato a Roma nel 1883, già accusato di aver ecceduto nel patetismo romantico" (Mazzanti).
Sul basamento, quadrangolare, sono, sul fronte la scritta dedicatoria, sui lati due bassorilievi in bronzo raffiguranti L'uscita da Monterotondo e Lo scontro di Mentana. La scritta che li accompagna li dichiara dono dei triestini (Monterotondo) e dei trentini (Mentana), per cui si può supporre (in mancanza di notizie nella letteratura consultata) che siano stati aggiunti tra il 1918 e il 1919, quando Trento e Trieste tornarono ad essere italiane. Sul rilievo della battaglia di Monterondo si rileva inoltre la firma della fonderia di Romolo Cavina: "R. Cavina. Fuse".